# ۳۰۷ (قمری)
۳۰۷ (قمری)، سیصد و هفتمین سال در گاهشماری هجری قمری است. اول محرم این سال برابر با هشتم ژوئن سال ۹۱۹ میلادی است.